# 河童
河童（かっぱ）は、日本の水の妖怪。水神、またはその依り代、またはその仮の姿ともいう。鬼、天狗と並んで日本の妖怪の中で最も有名なものの一つとされる。関連する有形の遺物としては、各地に河童神社、河童塚（鯨塚、道具塚と同じ）がある。
類縁にセコなどがいる。

## 名称
「かっぱ」は、「かわ（川）」に「わらは（童）」の変化形「わっぱ」が複合した「かわわっぱ」が変化したもの。また柳田國男は『妖怪談義』において「川童」と表記している。河太郎（かわたろう）とも言う。ほぼ日本全国で伝承され、その呼び名や形状も各地方によって異なる。

## 外見

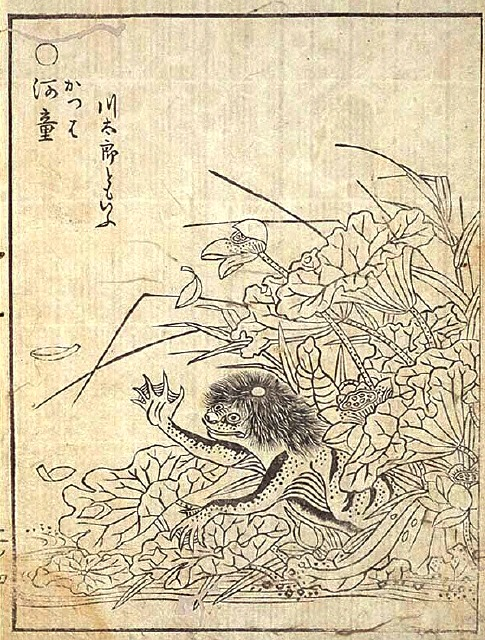
妖怪画で知られる鳥山石燕による河童

体格は子供のようで、全身は緑色または赤色。頭頂部に皿があることが多い。皿は円形の平滑な無毛部で、いつも水で濡れており、皿が乾いたり割れたりすると力を失う、または死ぬとされる。口は短い嘴で、背中には亀のような甲羅が、手足には水掻きがあるとする場合が多く、肛門が3つあるとも言われる。体臭は生臭く、姿は猿やカワウソのようと表現されることもある。
両腕は体内で繋がっており、片方の腕を引っ張るともう片方の腕が縮み、そのまま抜けてしまうこともあるとされ、これは、中国のサル妖怪で、同様に両腕が体内で繋がっていると言われる「通臂猿猴」の特徴と共通している。
18世紀以前の本草学・博物学書上における河童のイメージは両生類的ではなかった。例えば、文安元年（1444年）に成立した『下学集』には「獺（カワウソ）老いて河童（カワロウ）に成る」とある。また、『日葡辞書』の「カワラゥ」の項では、川に棲む猿に似た獣の一種と説明されている。18世紀半ばに、山がなく猿に馴染みのない江戸の人びとに受容しやすい、カエルやスッポンに似せた両生類的な江戸型の河童のモデルが生まれ、19世紀には出版物を通じて全国に伝播し、置き換えられていったと考えられている。
江戸時代、河童について著述された『水虎考略』（1820年）や、『水虎十二品之図』によれば、甲羅をもつタイプは毛が生えておらず（以下、 § 亀人形態参照）、全身が毛におおわれた者には甲羅はない（ § 類人猿携帯参照）とされ、二系統が存在するという。

### 亀人形態
体はウロコで覆われ、嘴があり、頭には皿を乗せている。頭の皿が割れると死ぬ、または力を失い衰弱する。背中に甲羅があり手足に水掻きがある。絵画では、親指がない、爬虫類状の手をした姿で描かれることが多い。亀のように四本足で歩く絵も見受けられる。
絵の題材にされることは多いが、キュウリが好物という以外には、具体的に何をしたという特徴もない。一般的な河童の想像図に近い反面、目撃談は少ない。

### 類人猿形態
全身が毛に覆われている。口には牙があり、鼻の造形がはっきりしない。頭部にはくぼみがあり、そこに常に水を溜めている。頭部の水が乾くと死ぬ、または衰弱する。手には親指があり、足にはかかとがある。相撲が得意で、よく人間の子供と遊ぶ。
存在する河童絵の3割程度は猿型だが、中には背中の甲羅が書かれていないものもある。
ミントゥチが北海道におけるアイヌの古い伝承しかないのに対し、九州本土や五島列島、沖縄などでは近世・近代の目撃が非常に多い。
昭和以降の目撃談にある「遠目には人間に見えた」とする印象に近く、甲羅を紐で結んでいる絵も多く見受けられるので、甲羅様の道具を蓑のように使っている人間であるとも考えられている。ごくまれに、甲羅でなく蓑のようなものに背中を覆われている絵もある。
九州では人間の歌や落石、倒木、ダイナマイトの爆破音を真似するという伝承がある。河童が人間を真似た歌は、節は奇麗だが、言葉は不明だったとされている。

## 行動

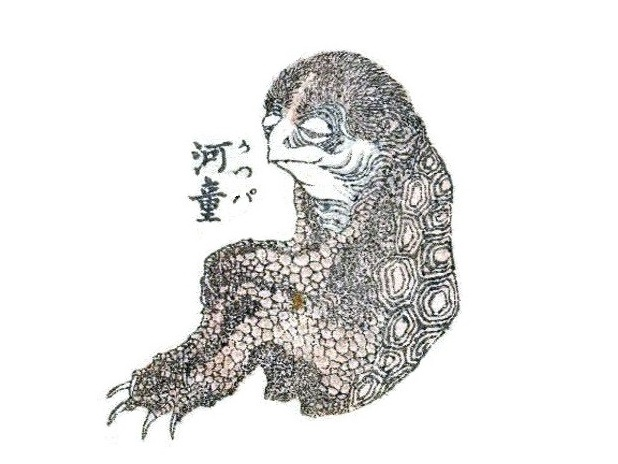
葛飾北斎『北斎漫画』三編 72頁に所収の「河童」

川や沼の中に住み、泳ぎが得意。博多湾岸の伝承のように、海に住むと伝わるものもある。
河童にまつわる民話や伝承には、「悪戯好きだがひどい悪さはしない」とか「土木工事を手伝った」とか、「河童を助けた人間に魚を贈った」「薬の製法を教えた」「溺死者が出ないようにすると誓った」といった友好、義理堅さを伝えるものも多く伝わる。一方で、水辺を通りかかったり泳いだりしている人を水中に引き込み溺死させたり、尻子玉/尻小玉（しりこだま）を抜いて殺したりするといった悪事を働く描写も多い。
尻子玉とは人間の肛門内にあると想像された架空の臓器で、尻子玉を抜かれた人は「ふぬけ」になるとされる。河童は、抜いた尻子玉を食べたり、竜王に税金として納めたりするという。「尻子玉を抜かれている」状態は、人間の死体において肛門括約筋が弛緩していることに由来する（つまり死を間接的に意味する）のではないかと考えられる。人間の肝が好物ともいうが、これも前述と同様に、溺死者の姿が、内臓を抜き去ったかのように見えたことに由来するといわれる。
相撲が大好きで、よく子供を相撲に誘い、相撲に負けた子供の尻子玉を抜くという伝承もある。河童は人間の大人よりも力が強いが、「仏前に供えた飯を食べた後に闘えば子供でも負けない」と言われている。また相撲をとる前にお辞儀をすると河童もお辞儀を返し、それにより頭の皿の水がこぼれてしまうため、力が出せなくなるともいう。河童が相撲を好むのは、相撲が元々、水神に奉げる行事だったためとも言われる。
好物はキュウリや魚、果物。これにちなみ、キュウリを巻いた寿司のことを「カッパ巻き」と呼ぶ。キュウリを好むのは、河童が水神の零落した姿であり、キュウリは初なりの野菜として水神信仰の供え物に欠かせなかったことに由来するといわれる。
鉄、鹿の角、猿、金属を嫌う。河童は水に12時間潜っていられるが、猿は24時間潜れたので闘うと猿に負けるという民話もある。シダの葉で頭をなでると人間に化けることができるとされる。

## 起源

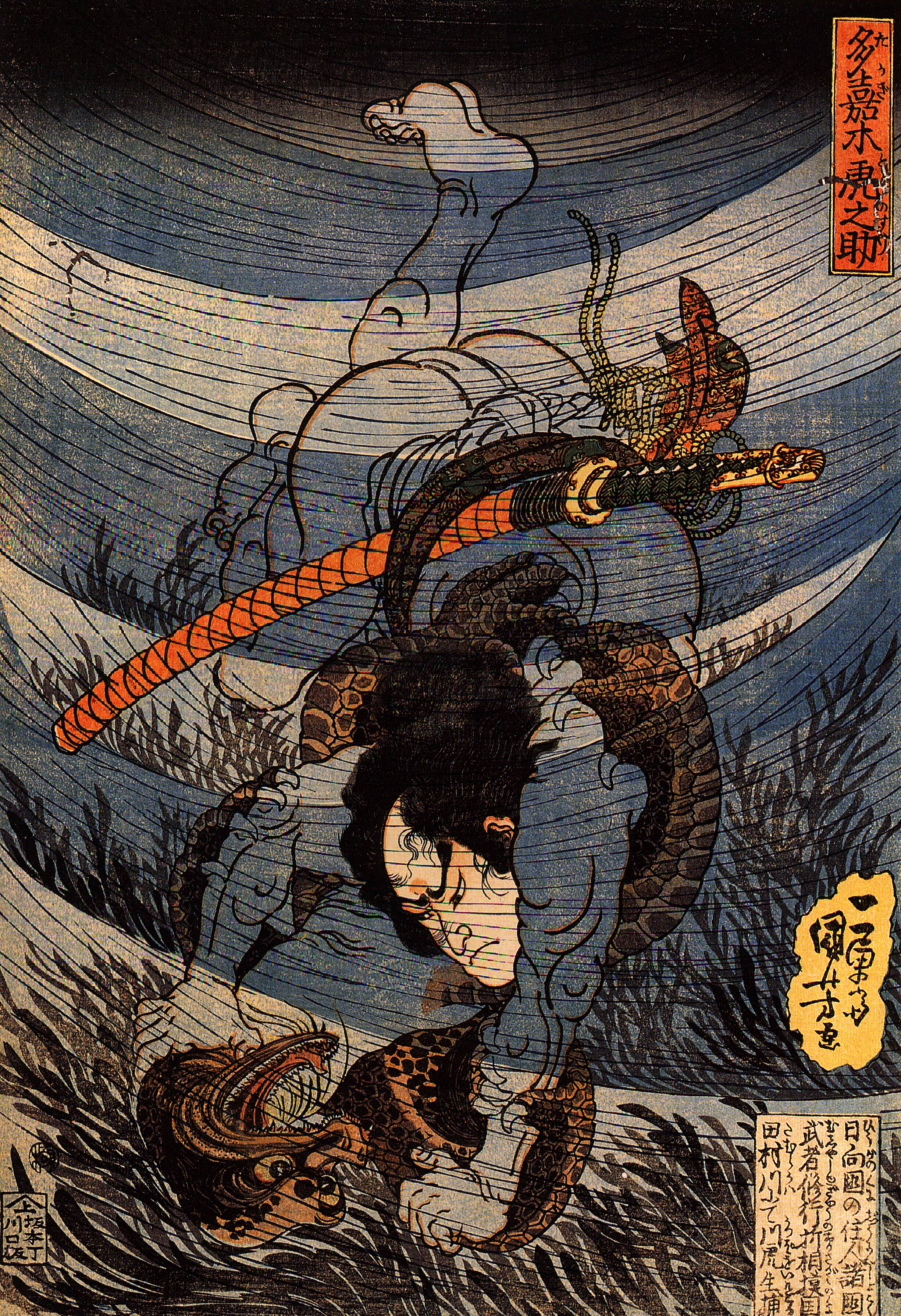
歌川国芳画、多嘉木虎之助。田村川で川虎（河童）を生け捕る図

河童の由来は大まかに西日本と東日本に分けられ、西日本では河伯信仰に連なる大陸からの渡来とされるが、東日本では安倍晴明の式神、役小角の護法童子、飛騨の匠（左甚五郎とも）が仕事を手伝わせるために作った人形が変じたものとされる。両腕が体内で繋がっている（腕を抜くと反対側の腕も抜けたという話がある）のは人形であったからともされる。大陸渡来の河童は猿猴と呼ばれ、その性質も中国の猴（中国ではニホンザルなど在来種より大きな猿を猴と表記する）に類似する。
河神が秋に山神となるように、河童も一部地域では冬になると山童（やまわろ）になるといわれる。大分県では、秋に河童が山に入ってセコとなり、和歌山県では、ケシャンボになる。いずれも山童、即ち山の神の使いである。また、河童は龍などと同じ水神ともいわれる。山の精霊とも言われる座敷童子などと同様に、河童も一部の子供にしか見えなかったという談がある。
頭の皿について、民俗学者の折口信夫は『河童の話』の中で、皿などは食物を載せるための物で、つまりは生命力の象徴であるとしている。膳椀何人前と書いた紙を塚や洞、淵などに投げ込んでおくと、翌日には要望どおりに食器が揃えてあるが、借りた数を返さなかった日から貸してくれなくなった、というような、「椀貸し淵」などの呼び名で知られる伝承では、伝わる地域によって貸し主がはっきりしない例や変化している例が多く、狐や龍宮と並んで、河童が器を貸してくれるとする所もある。川上から箸や椀が流れてきたという隠れ里にまつわる話や、それに関する迷い家（マヨヒガ）のケセネギツ（米櫃）、淵に薪などを投げ込むと恩返しで富貴になる話などは、椀などの器が生命力から富の象徴になったこと、椀と水の縁を示すものとされる。
また折口は、壱岐の殿川屋敷で女が井戸に飛び込み、底に椀が沈んでいるという話も紹介した。これについては、古くから水の神に捧げる嫁あるいは生け贄や、水に関わる土木工事での女の人柱が多く伝承されていることを挙げ、平戸に伝わる女河童の例で、ある侍屋敷に下女がいて皿を一枚落として割ったので主人が刀で斬りつけると海に逃げ、その姿を見れば河童であったという話を引いている。

### 水虎と漢訳

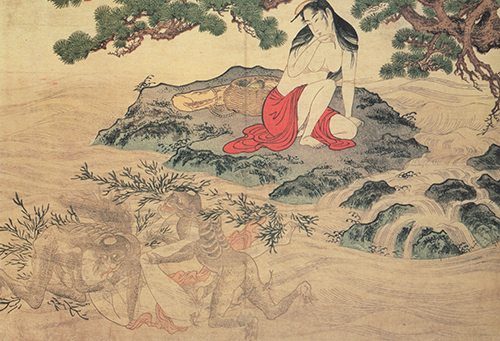
喜多川歌麿の春画に描かれた水虎（かっぱ）

江戸時代、河童に関する専門書の多くは「水虎」を漢語の異称としてもちいて発行されていた。上述の古賀侗庵が文政3年（1820年）にまとめた資料集『水虎考略』や、『水虎十二品之図』坂本浩然・坂本純沢編（刊年不明）などが知られている。
また『西遊記』に登場する沙悟浄は、日本ではしばしば河童に似た姿で描かれる。これは日本独自の翻案であり、原典においてはそのような設定はない（詳細は沙悟浄 § 日本の沙悟浄を参照）。

### 現在の河童
昭和以降の日本でも、河童らしきもの目撃談や足跡が見つかった事件
があり、実話怪談集やオカルト本に収録されることがある。ツチノコなどと並んで日本を代表する未確認生物として扱われることもある。未確認生物ではあるが、動物の集団の仲間に入れられることもある（十二支の竜と同様）。
妖怪的な存在としては珍しく、愛くるしい姿で描かれることも多い。河童伝説のある地の地域おこしなどを担うマスコットキャラクターのみならず、水に関する企業のマスコット、河川・湖沼の水質汚染防止や環境保護の啓蒙を担う公共機関のマスコットなど、そのキャラクター性を様々に利用されている。また、水辺環境保全運動においては、河童が併せ持つ怖ろしさと愛嬌が巧く活かされている（『水辺環境保全』節にて詳説する）。

## 各地の伝承
地域により細部の違いがあるが、茨城県同様、愛媛県西予市の若宮神社や岐阜県飛騨地方でも、「悪さをした河童を許したり河童の腕や手を拾って返したりしたら、人助けしてくれた」といった河童の恩返し伝説が伝わる。

### 九州
九州には九千坊と呼ばれる河童の元締めにまつわる伝説がある。九千坊は九千匹の子分を持ち、球磨川・筑後川を本拠として西海道一円の河童を束ねているという。九千坊の悪さに怒った加藤清正が、九州中のサルを集めて退治したという伝説もある。
壇ノ浦の戦いに敗れた平家の武士たちは散り散りになって九州に逃れた後、源氏の追っ手に次々と打たれ死んでいったのだが、その打ち滅ぼされた平家の落人の霊魂は河童となり、九州各地で田畑を荒らし、人民牛馬を川に引きずり込むなどの悪戯を働いたとされる。

#### 豊前国
大分県の中津市耶馬溪町に鎮座する雲八幡宮では、古くから「河童楽」という河童封じの神事（通称：河童まつり）が行われている。それは河童を中央に囲み、楽を奏し、唐団扇（とううちわ）と言われる大きな団扇で仰ぐことにより荒ぶる河童の霊魂を鎮めるというもので、その後は河童の神通力によって村の平和は守られたと言い伝えられている。筑後国に伝授されたものと河童楽由来記は伝えるがいつごろから始まったのか定かでなく、筑後にもその伝承が残っていない。現在、大分県無形民俗文化財として指定されており、少なくとも江戸中期ごろかそれ以前より毎年夏の例大祭に奉納されている。

#### 筑後国
福岡県の筑後川付近には「河童と地元民とのもめごと」や「河童族同士の戦争」の伝説や「河童にちなんだ地名」など比較的年代が明確ではっきりした記録が数多く残っている。
「水に入る前にはタケノコを食べる」「水に入る前には仏前飯を食べる」「水に入る前には水天宮の申し子だと唱える」といった河童除けの風習は久留米市の水天宮付近が起源とされる。毎年8月には、水の祭典という祭りが行われる。これは、元々河童をあがめるために始まった祭りである。
うきは市吉井町（旧吉井町）から久留米市（旧田主丸町）にかけて流れる巨瀬川流域には河童がいたと言い伝えられている。巨瀬川の脇にある高橋神社においては、昔から毎年9月には“かっぱ相撲”が行われ、昔は大人の草相撲であったが、最近は近隣の幼稚園児から小中学生による相撲で、背中にかっぱの甲羅を描き相撲を取る。

#### 筑前国
1783年（天明3年）、百道（福岡市早良区）に藩士屋敷が建てられたが、藩士が釣った魚を盗まれることがあった。藩士の息子である12、13歳の少年3人が見張っていたところ、「7、8歳位の色の黒い小僧」が魚の籠持ち去ろうとしたため少年たちが飛びかかったが、その正体は河童で3人がかりでも敵わず、皿の水をこぼしてようやく捕らえることができた。迎えに来た親の河童が嘆願し、「今後80年間百道の海岸で溺死者が出ないようにする」という証文を千眼寺（早良区藤崎に現存する）に預けた。それ以降、年に数人の溺死者が発生していた百道海岸では、80年間水難事故が無かったという。
地行（福岡市中央区）には、酒を飲んだ河童が月の出た青天の夜に松の木に寄りかかって寝ていたという伝承が残る。ある夏の日、嘉兵衛という舟子の男が酒を飲みながら船を出して釣りをしていたところ、河童が酒を欲しがったので追い払ってしまった。しかし寝ている間に河童に船を乗っ取られ酒を飲み干されたので怒ったところ、河童は不漁の時にも魚を持ってくるので許しを乞うた。嘉兵衛はそのまま許したため、それ以来、嘉兵衛が不漁の時には河童が魚を船に投げ込んできたという。河童が寝ていたという松は、近代まで樋井川河口に残っていた。

### 茨城県（牛久沼と小川芋銭）
茨城県の牛久沼には、「悪さをする河童を捕まえ松の木にくくりつけたが、改心したので逃がしてやると、河童が草刈りをしてくれた」、「河童の手を拾って河童に返したところ、河童が万能の膏薬の作り方を教えてくれた」など、河童にまつわる伝説が多く残っている。
生涯のほとんどを牛久沼のほとりで暮らした日本画家の小川芋銭は、河童を好み多数の河童の絵を残したことから「河童の芋銭」として知られている。晩年には画集『河童百図（1938年）』を出版している。

### 静岡県
釜化河伯
駿東郡徳倉村狩野川の釜か淵。嘗て源頼朝が富士の巻狩りを行った際鋳った釜2つがこの地の山王の社に奉納されており、それを盗賊が盗んだ際重さに堪えられず川に捨ててしまった所、釜が河伯に転じたという。
老婆殺河伯
安倍郡淺畑東村の淺畑池。小吉という少女を殺した河伯を小吉の祖母が捕えたという。
瀬名村の巴河。観応2年7月、瀬名村の村長の娘小葭を殺した河伯を小葭の祖母が殺したという。
河童
庵原郡の巴河に現れるという。

### 神奈川県
神奈川県の茅ヶ崎市には、五郎兵衛という者に助けられた河童が、お礼に徳利を持ってきたという「河童徳利」の伝説がある。その徳利は静岡県で子孫が保有している。
目久尻川では、古くからの言い伝えに「川沿いの畑を荒していた河童を捕らえた農民たちが、怒りのあまり目玉をくり抜いてその血とともに川に流した」とある。「目をくじる（くり抜く）」が地名の由来とされ、川のほとりには、地域住民によって河童の像が祀られている。

### 埼玉県
熊谷宿（現在の熊谷市）にあったある商家の女将が、厠で荒川の河童にいたずらをされ、短刀でその片腕を切り取った。翌日現れた河童にいたずらをしない約束を取り付けて腕を返し、詫びの印として接ぎ薬の秘法を伝授され、女将はその薬を売って財を成したという。
川島町にもまた、伊草の袈裟坊という河童が腕を切り落とされ、その腕を返した家に秘伝の薬が伝えられたという話が残っている。
志木市にある宝幢寺には、馬を柳瀬川へ引きずり込もうとしていた河童を寺の住職が改心させた伝承があり、その他にも同市内の引又河岸の船頭が河童に相撲を仕掛けられたり、相撲で河童を負かした話が伝えられている。
所沢市北秋津にある持明院より南の淵に住んでいた河童がいたずらをし、住職に諭されて詫び証文を書いたという。

### 広島県
広島市の猿猴川（えんこうがわ）には、その名前の由来となっている「猿猴（えんこう）」という生物の伝承がある。この猿猴は、伝承での形容から河童の一種であると考えられている。詳しくは「猿猴」の項を参照のこと。

### 長野県
千曲川の河童を佐久の今岡地区の人が捕まえ、臼に縛って魚を食べさせ飼っていた。ある夜、河童が夢枕に立って「屋敷にゴボウの種を絶やさないようにするから助けてくれ」と頼むので放してやった。それから後は屋敷にゴボウが絶えないという。
北佐久郡立科町と長和町には河太郎という名の河童にまつわる伝説がある（女神湖、夜の池を参照）。

### 高知県
文政3年（1820年）9月12日 に、幡多郡鍋島村（現・四万十市鍋島）の庄屋・兼松多助が、四万十川大島六町島ノエゴにて、2尺5寸（約75㎝）の河童らしき怪物をボラ網で捕獲する。手足に黒く粗い体毛が生え、撫でると鰻のように滑り、顔は色白で猿に似るも体毛はなく、生臭い臭気を放っていたと『三安漫筆』に記されている。

## 実在性

### 河童のミイラ
現在に伝わる河童のミイラや河童の骨などと呼ばれるものは、多くは江戸時代のミイラ造形師が他の動物の一部を組み合わせて作った物である。好んで用いられたのはエイと猿で、このほかフクロウの頭部を使ったものもある。また河童の手首のミイラと呼ばれるもののほとんどはニホンカワウソのものである。
福岡県の北野天満宮には「河伯（かはく）の手」と呼ばれる河童の手のミイラがあり、901年に菅原道真が筑後川で暗殺されそうになった際、河童の大将が彼を救おうとして手を切り落とされた、もしくは道真の馬を川へ引きずり込もうとした河童の手を道真が切り落としたものとされる。
また、佐賀県伊万里市山代町の松浦一酒造には河童全身のミイラが祀られており、地元では「河童の酒蔵」として有名である。

### 未確認動物としての河童
古典的な目撃談や河童伝承のもとになる、なんらかの未確認動物が実在したのではないかという主張もある。この視点における河童は、人間や猿に似た哺乳類様の生物、両生類や爬虫類型の巨大な蛙のような生物と想定されており、どの種類も背丈は30センチメートルから150センチメートル程度であり、成人した人間を超えることはない。
昭和ごろの目撃例による爬虫類型の河童には皿や甲羅がない例が多く、宇宙人の典型的外形となったグレイと似る。このため、目撃者がグレイと誤認したのではないかとする例が『新耳袋』に掲載されている。アメリカ合衆国で目撃されたドーバーデーモンや蛙男、チュパカブラ、またアクア説の渚原人との類似が主張されることもある。
人間の尻小玉を抜いたり、牛馬を狂わせたりするといった行動については、未確認生物としての河童にはあまり結び付けられていない。茨城県牛久市では河童の目撃情報があり、警察が駆けつけると水銀を含んだ河童の足跡のような痕跡が残っていたとされる。

## 河童と社会活動

### 水辺環境保全
水辺に危険が付きまとうのは今も昔も変わりない。警戒心の乏しい子供にはとりわけ注意喚起すべきところで、古来、龍神などの水神と妖怪・河童は水辺の危うさ怖ろしさの象徴でもあったが、河童の場合、現代社会でも官民ともにそのイメージを巧く活かしている。特に危険と思われる水域に看板などの形で設置される注意書きに妖怪キャラクター・河童として用いられることは極めて多く、日本各地で見ることができる。埼玉県の見沼代用水を具体例として挙げる。
同じ目的であれば、先述のとおり、古くから畏れ敬われてきた龍神などの水神も考えられるが、河童のほうが断然親しみを持って受け入れられているということか、昔とは違って現代のものに限ってはもっぱら河童ばかりが用いられている。なお、水神は洪水・津波などといった社会全体が被害を受けるような自然災害に関して存在感が失われたとは言えず、大規模な環境保全意識ともなると、水辺で泳ぐものを流れに引きずり込んで死なせるばかりの河童では出る幕は全く無い。

### 河童で交流

#### 河童連邦共和国
1988年（昭和63年）9月9日、日本国内と台湾の河童愛好家や、河童伝説が残る地域の自治体で組織し、「かっぱサミット」などを行っている。

#### カッパ捕獲許可証
岩手県の遠野市観光協会では、カッパの捕獲を許可する「カッパ捕獲許可証」を発行している（2004年から一般販売）。5年以上の更新をすれば「ゴールド許可証」になり市内の施設で買い物の際に提示すると5％割引になる。

## 河童にまつわる施設・地名

水木しげるロードにある、河童のブロンズ像

辻川山公園の池に潜む河童たち

### 展示施設・建築物
- 大内かっぱハウス（千葉県銚子市） - 元銚子市長・大内恭平の個人コレクションなどを土日祝日に公開[41]。
- おもしろかっぱ館 - 長野県駒ケ根市天竜かっぱ広場[42]。
- JR九州田主丸駅駅舎（久大本線・福岡県久留米市）
- JR西日本弓削駅（岡山県久米郡久米南町） - 駅構内には町のマスコットキャラクターである河童（かっぱ）の「カッピー君」に纏わる様々なモニュメントが設置されている。
- 河童橋（長野県松本市） - 芥川龍之介の「河童」に登場。
- 領家かっぱ橋（埼玉県上尾市） - 上尾道路に架かる歩道橋。設置場所である領家地区の河童伝説に因む[43]。
- 河伯洞（福岡県北九州市若松区） - 河童を題材に好んだ小説家火野葦平の旧宅・記念館。
- キザクラカッパカントリー (京都府京都市伏見区) - 河童資料館が併設されている。

### 設備等
- 水木しげるロードの河童

水木しげるロードは鳥取県境港市にある観光対応型商店街で、妖怪漫画家・水木しげるが描く妖怪キャラクターなどの青銅製オブジェが多数あり、その一つとして河童の像もある。
- 福崎町の河童

兵庫県神崎郡福崎町のそこここには、河童を始めとする怖ろしげな妖怪が多数潜んでいる仕掛けになっている。辻川山公園にいる河童の河太郎（ガタロウ）は頭のお皿が乾いて動けなくなり、溜池の畔で固まっている。弟の河次郎（ガジロウ）と2匹の子河童は一定時間ごとに溜池から出没する（2021年現在は子河童は出現しなくなっている）。河次郎は福崎駅前の水槽にも出現する。町内には「妖怪ベンチ」が点在するが、福崎駅前の妖怪ベンチでは河童が一人将棋を打っている。
同町出身の民俗学者・柳田國男の著書『故郷七十年』に登場する河童のガタロをモチーフに、地域振興課職員の小川知男によってデザインされた。
- 海洋堂かっぱ館
- 志木市の河童

埼玉県志木市は河童の伝承で知られている。このことから、河童は市のマスコットキャラクターに制定されているほか、市内の随所に河童像が点在している。

### 寺社
- 曹源寺（東京都台東区）- 「かっぱ寺」として知られる。河童大明神が祭られるほか、河童の池、合羽川太郎の墓と伝わる石碑などがある。
- 雲八幡宮の「あ・うんの河童」（大分県中津市） - 平成2年に建立された、狛犬のように阿吽一対の河童像。
- 宝幢寺（埼玉県志木市）-　民話『和尚に助けられた河童』が伝えられている。
- 持明院（埼玉県所沢市）‐　『曼荼羅淵の河童』の伝承が伝えられており、「秋津不動尊持明院 河童寺」を名乗っている[50]。

### 地名
- カッパ淵（岩手県遠野市） - 河童伝承がある。上記の「捕獲許可証」も参照。
- 合羽橋（東京都台東区）- 由来には諸説あるが、河童をマスコットとする。
- 合羽坂（東京都新宿区）- 付近にあった蓮池のカワウソを河童と思い違えたことに由来するとされる。

### その他
- 色麻町（宮城県） - 磯良神社では木彫りの河童をご神体としており「おかっぱ様」とも呼ばれる。またマスコットキャラクターに河童が設定されるなど観光資源としても利用されている[51]。
- 東京都 - 都民の日（10月1日）に都営施設へ無料で入れる「カッパバッジ」（大東京祭記念徽章）を1959年から[注 4]1997年まで販売していた[52][53]。江戸から東京への改称と東京府設置150年記念イベントの一環として、2018年に復刻している[53][54]。
- 牛久市コミュニティバス - 愛称が「かっぱ号」

## 河童にまつわる言葉

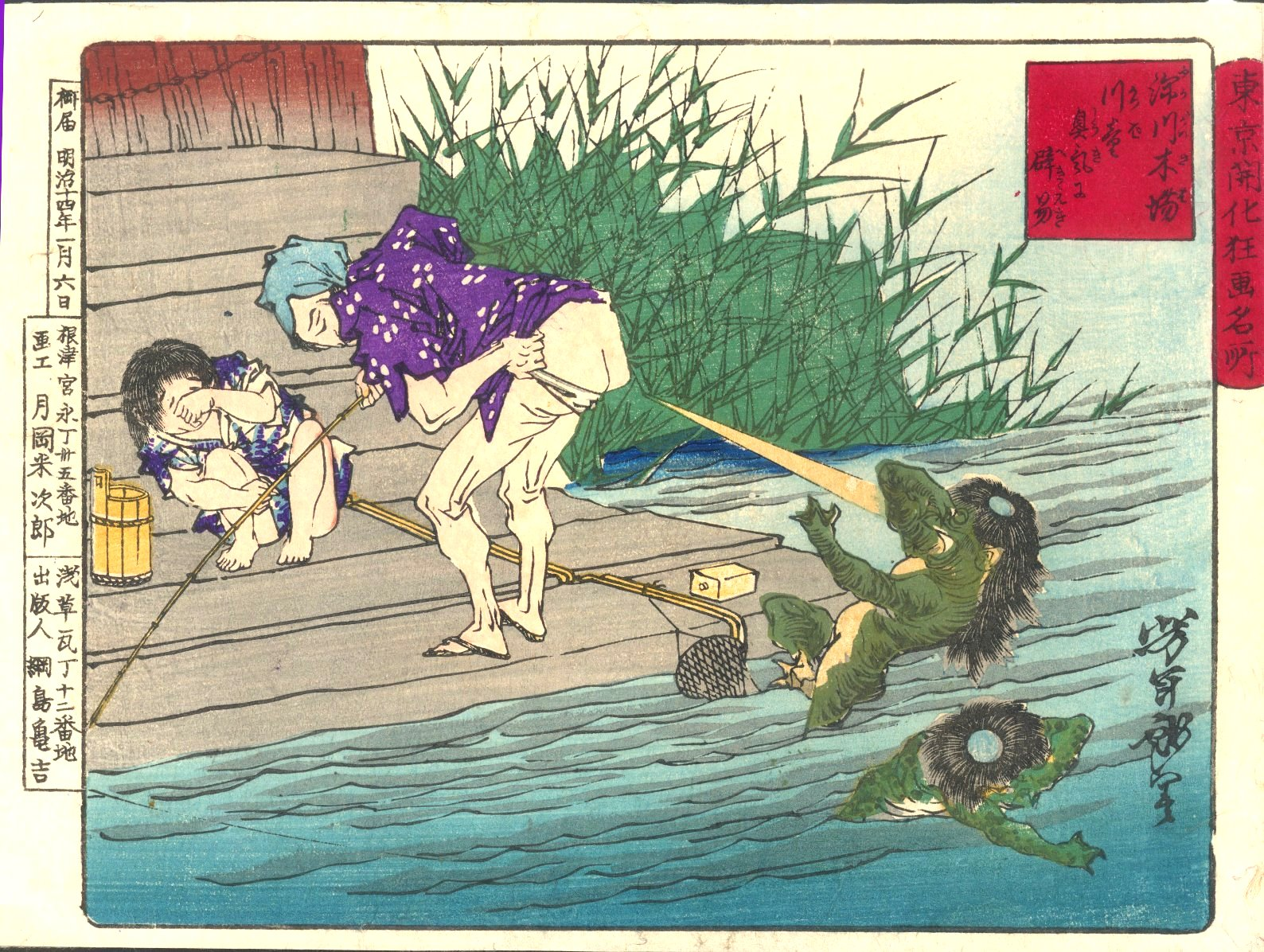
河童に屁をくらわす。月岡芳年作

河童の川流れ
得意分野であるにもかかわらず失敗してしまうことを、水泳の得意な河童が川に溺れる様子に例えたもの。
河童の木登り
苦手なこと、不得意なことをする例え。
河童に水練
泳ぎの上手な河童に泳ぎ方を指南することから、知り尽くしている人に教える愚かさを例えたもの。
河童に塩を誂える
川に住んでいる河童に塩を頼むのはお門違いであることから、見当違いの注文をすることの例え。
屁の河童
いつも水の中にいる河童の屁には勢いがないことから、「取るに足りないこと」を「河童の屁」と呼ぶようになり、後に語順が変わった。「木っ端の火」が語源という説もある。
陸（おか）へ上がった河童
「河童は水中では能力を十分発揮できるが、陸に上がると力がなくなる」とされるところから、力のある者が環境が一変するとまったく無力になってしまうことの例え。
カッパ巻き
河童がキュウリを好むことから巻き寿司のキュウリ巻きをカッパ巻きと呼ぶ。
河童忌
小説家芥川龍之介の忌日7月24日。彼が好んで河童の絵を描いていたことや、死の直前の代表作『河童』にちなむ。
河童の妙薬
河童が製法を教えたと伝承されている由来を持つ民間薬・家伝薬のこと。
ガタロ
上方落語の演目『代書』『商売根問』などに登場する商売。川底を網でさらって得た鉄くずや貴金属などを換金して稼ぎを得る自営業を指し、その川さらいの姿が河童を連想させる事から商売の隠語として河童の関西名「河太郎」（がたろ）が当てられた。水泳が得意な人や、頭頂の毛髪が少ない人など、河童を連想させる人物のあだ名として使われることもある。
なお雨具の合羽（かっぱ）はポルトガル語の capa（カパ）に由来し河童とは無関係である。ただし河童を合羽と書くことはある。